# Zitadelle von Lwiw

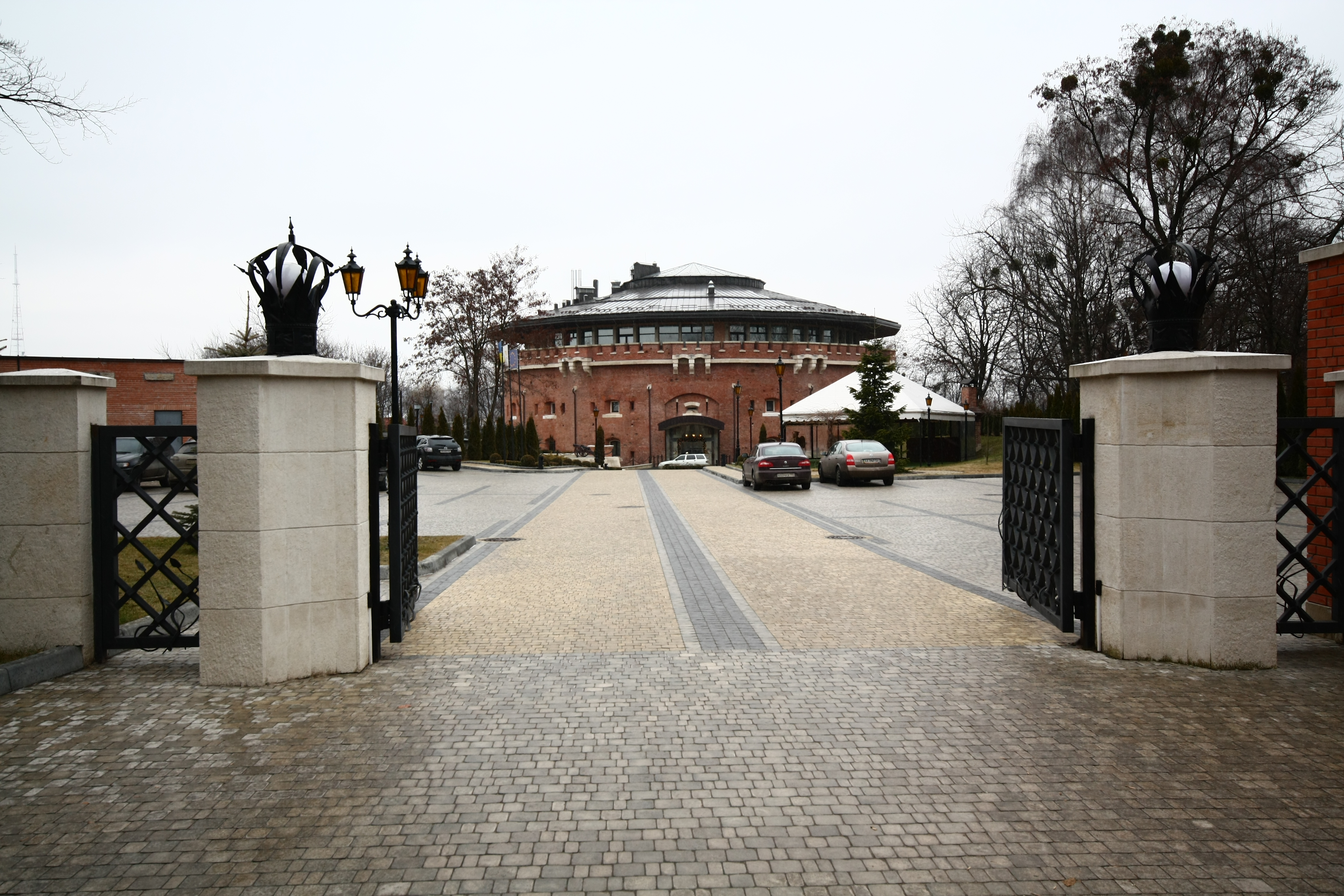
Der große Maximilianturm (Hotel Citadel Inn)

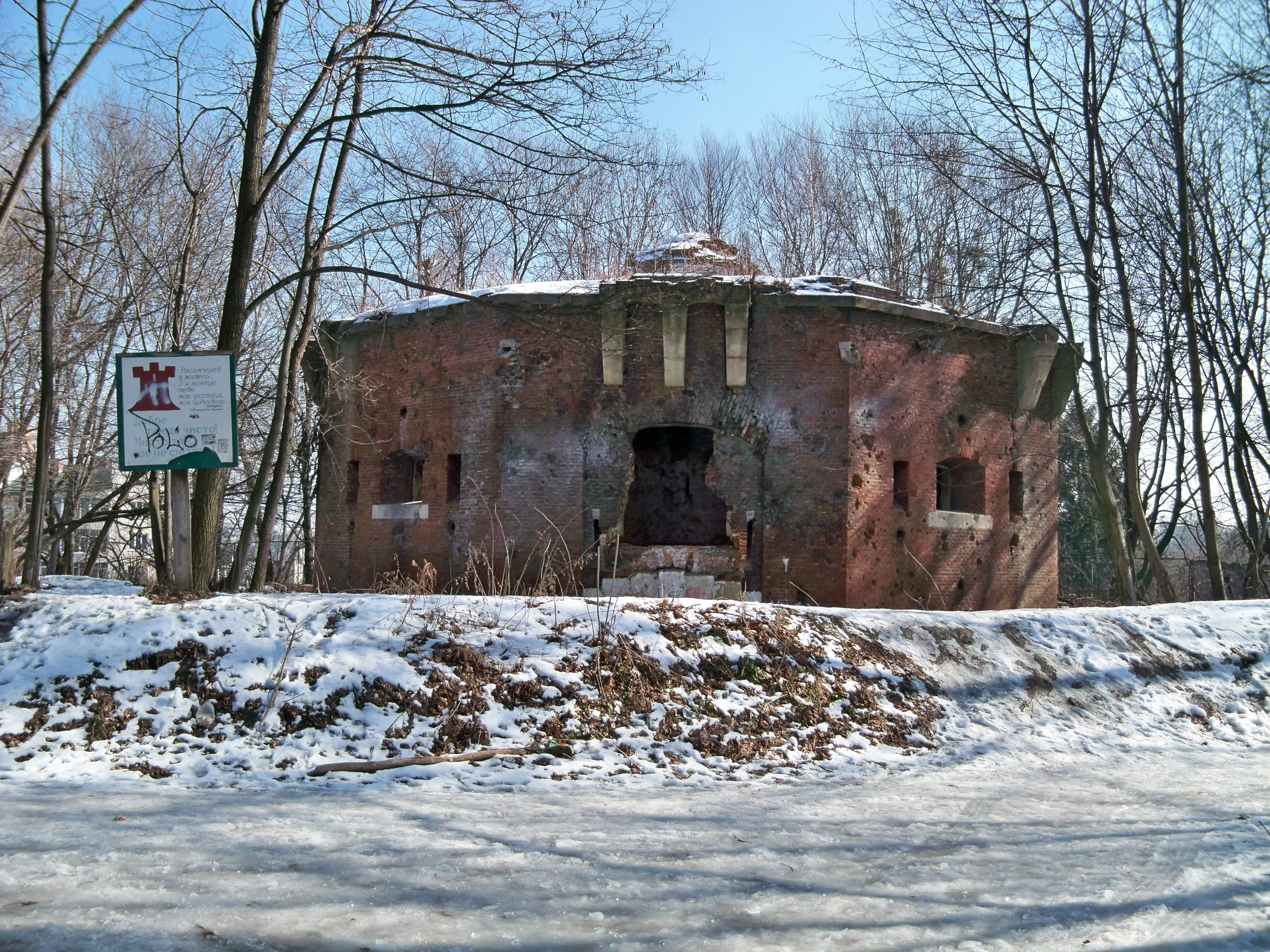
Der weniger gut erhaltene der kleineren Türme

Die Zitadelle von Lemberg (ukrainisch Львівська цитадель, russisch Львовская цитадель, polnisch Cytadela we Lwowie) war das Reduit der ursprünglich österreichisch-ungarischen Festungsstadt Lemberg (ukr.: Lwiw).

## Der Bau
Die Zitadelle wurde durch die österreichisch-ungarische Festungsbauverwaltung zwischen 1852 und 1854 aus Backsteinen errichtet und bestand aus einer Kaserne und mehreren Türmen nach dem System Montalembert (zwei großen mit einem Durchmesser von 36 Metern und zwei kleineren mit einem Durchmesser von 18 Metern). Nach der Fertigstellung wurde hier das k.u.k. Festungsartilleriebataillon 9 untergebracht. Nachdem Lemberg 1918 an den neuen polnischen Staat gefallen war, wurde in der Kaserne polnische Festungsartillerie einquartiert.
Die Türme waren von einem trockenen Graben mit betonierter Grabenwand umgeben, über die eine Brücke zum jeweiligen Eingang führte.
Die Kaserne war möglicherweise als Defensivkaserne erbaut. Sie bildet zwei Flanken, die im stumpfen Winkel zueinander stehen – an den Enden ist jeweils ein quadratischer Anbau nach Art eines Flankierungsturmes angefügt.

## Das Kriegsgefangenenlager
Während des Zweiten Weltkrieges befanden sich hier vom 3. Dezember 1942 bis zum Januar 1944 das Stalag-328 und 325, das erstere ein Lager für sowjetische Kriegsgefangene. Zur besseren Bewachung wurde ein System von kleineren Betonbunkern errichtet, die auf den Abhängen rund um den Berg platziert wurden. Verhörräume und Todeszellen befanden sich im Großen Maximilianturm Nr. 2.
Die Unterkunftsräume wurden nicht beheizt. Laut Zeugenaussagen waren insgesamt ca. 284.000 Kriegsgefangene im Lager inhaftiert, von denen über 142.000 Opfer von Hunger, Krankheit, Folter und Erschießungen wurden.
In den Zellen wurden Inschriften sowjetischer Kriegsgefangener gefunden: „Hier verhungerten russische Gefangene tausendfach. 22. Januar 1944“, „Die Ruhmvolle russische Armee wird mit Ungeduld nicht nur von Völkern, sondern auch von den dem Verhungern preisgegebenen Kriegsgefangenen erwartet. Wie schwer ist es zu sterben / Der Tod ist hart.“ Heute erinnert ein einfaches Holzkreuz an die Ermordeten. Mittlerweile (2018) befindet sich oben auf dem Berg ein großes Metallkreuz mit Info-Tafel in Ukrainisch und Englisch.
Die Nebenstelle des Stalag 325 wurde in Lemberg im Januar 1943 eingerichtet, hier wurden von den Deutschen die französischen und belgischen Gefangenen aus dem Konzentrationslager in Rawa-Ruska untergebracht. Im Herbst 1943 wurden italienische Soldaten, die sich weigerten, weiterhin zu kämpfen, hier eingesperrt, 46 von ihnen wurden hingerichtet.

## Überreste der Zitadelle
Die Reste der Zitadelle bestehen aus einem dreistöckigen Kasernenbau, der sich auf der Ost-West-Achse befindet, und aus vier Türmen. Diese befinden sich im Süden und Norden der Kaserne, nicht sehr weit voneinander entfernt.
In einem der beiden größeren Türme, dem großen Maximilianturm im Osten, befindet sich heute ein privates Hotel, das „Citadel Inn“, der andere ist im Norden wird als Außenlager der Lemberger nationalen Stefanyk-Bibliothek genutzt. Auch von den beiden kleineren Türmen ist einer noch recht ansehnlich, während der andere verfällt.
Der Kasernenbau wird noch genutzt, in dem einen Flügelbau ist eine Bank untergebracht.